# Paraguay-Fettschwanzbeutelratte
Die Paraguay-Fettschwanzbeutelratte (Thylamys macrurus) kommt in Paraguay entlang des Río Paraguay und im angrenzenden Süden des brasilianischen Bundesstaates Mato Grosso do Sul vor.

## Beschreibung

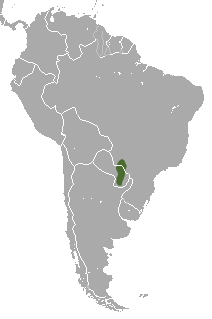
Das Verbreitungsgebiet

Die Tiere erreichen eine Kopfrumpflänge von 10,1 bis 13,5 cm, haben einen 13,2 bis 15,4 cm langen Schwanz und erreichen ein Gewicht von 30 bis 57 g. Damit ist die Art die größte aus der Gattung der Fettschwanzbeutelratten. Der Schwanz hat in der Regel eine Länge von 120 % der Kopfrumpflänge. Wie bei Fettschwanzbeutelratten üblich, sind die Haare gebändert mit unterschiedlichen Farbzonen. Die 9 bis 10 mm langen Haare des Rücken haben eine graue Basis, gefolgt von einer bräunlichen Zone, dann einem cremefarbenen Bereich und dunkle Spitzen. Der Rücken ist äußerlich grau oder graubraun gefärbt, der Kopf und die Körperseiten sind ebenfalls grau, aber heller. Das Bauchfell ist cremefarben bis weißlich. Die Haare am Bauch sind 5 bis 6 mm lang. Die Augen sind von schmalen dunklen Ringen umgeben. Die Ohren sind groß, unbehaart und einfarbig dunkelbraun gefärbt. Die Außenseiten von Vorder- und Hinterbeine sind grau, die Innenseiten weißlich. Vorder- und Hinterpfoten sind relativ groß und weißlich. Die Weibchen haben keinen Beutel. Die Anzahl der Zitzen ist unbekannt. Der Karyotyp der Paraguay-Fettschwanzbeutelratte besteht aus einem Chromosomensatz von 2n=14 Chromosomen (FN=20).

## Lebensraum und Lebensweise
Die Paraguay-Fettschwanzbeutelratte kommt in subtropischen Feuchtwäldern, in Baumsavannen und in der halbtrockenen, südwestlichen Cerrado vor. Sie ist bodenbewohnend, wahrscheinlich nachtaktiv, gilt als anpassungsfähig und ist nicht an ein bestimmtes Biotop gebunden. Über ihre Aktivitätsmuster und Ernährung liegen bisher keine Informationen vor. Da die Mehrzahl der Jungtiere während der Regenzeit von November bis Februar gefangen wurde, nimmt man an, dass sich die Beutelratten in der Regenzeit vermehren.

## Systematik
Die Paraguay-Fettschwanzbeutelratte wurde erstmals im Jahr 1818 durch den deutschen Naturwissenschaftler Ignaz von Olfers  unter der Bezeichnung Didelphis macrura beschrieben. Heute wird sie in die Gattung der Fettschwanzbeutelratten (Thylamys) gestellt.

## Status
Die IUCN schätzt den Bestand der Paraguay-Fettschwanzbeutelratte als potenziell gefährdet (Near Threatened) ein. Ihr Lebensraum ist stark von Entwaldung und der Umwandlung in Ackerland betroffen. Aus Paraguay sind nur wenige Exemplare der Art bekannt.

## Belege
1. 1 2 3 4 5  Diego Astúa: Family Didelphidae (Opossums). in Don E. Wilson, Russell A. Mittermeier: Handbook of the Mammals of the World – Volume 5. Monotremes and Marsupials. Lynx Editions, 2015, ISBN 978-84-96553-99-6. Seite 178.
2. ↑  Thylamys macrurus in der Roten Liste gefährdeter Arten der IUCN 2015. Eingestellt von: de la Sancha, N. & Teta, P., 2014. Abgerufen am 15. März 2020.